# Orlando Bridgeman (2e baronnet)
Orlando Bridgeman, 2e baronnet (27 avril 1678 - 5 décembre 1746) est un propriétaire terrien britannique et homme politique whig qui siège à la Chambre des communes entre 1707 et 1738. Il simule sa propre mort en 1738 et passe le reste de sa vie en prison.

## Jeunesse
Bridgeman est le fils aîné de Orlando Bridgeman (1er baronnet de Ridley) et de son épouse Mary Cave, fille de Thomas Cave 1er baronnet. Il fait ses études à la Rugby School dans le Warwickshire et s'inscrit au Trinity College d'Oxford le 10 novembre 1694, à l'âge de 15 ans. Il succède à son père comme baronnet à la mort de ce dernier en 1701. Il hérite du domaine familial à Bowood House, Wiltshire, où un bail de la couronne est renouvelé en 1702. Le 15 avril 1702, il épouse Susanna Dashwood, fille de Francis Dashwood (1er baronnet), un riche marchand de la ville. C'est un mariage financièrement avantageux puisque Bridgeman acquiert Wanstead, l'un des manoirs de Dashwood dans l'Essex, dans le cadre du règlement du mariage. Il utilise Wanstead comme résidence de campagne principale pendant un certain temps, mais la vend ensuite.

## Carrière
Le père de Bridgeman a une grande réputation à Coventry. Aux élections générales anglaises de 1705, Bridgeman se présente comme Whig pour Coventry où il a un intérêt électoral familial important. Il est battu, mais lui et son partenaire déposent une pétition et en conséquence, l'élection est déclarée nulle le 7 février 1707. Après un deuxième scrutin le 25 février 1707, il est élu député de Coventry. Il est réélu député de Coventry aux élections générales britanniques de 1708 et rejette une pétition de ses adversaires l'accusant de corruption. Il vote pour la naturalisation des Palatins et pour la destitution du Dr Sacheverell. En 1710, il est vaincu à Coventry à la suite de la résurgence tory dans la ville.

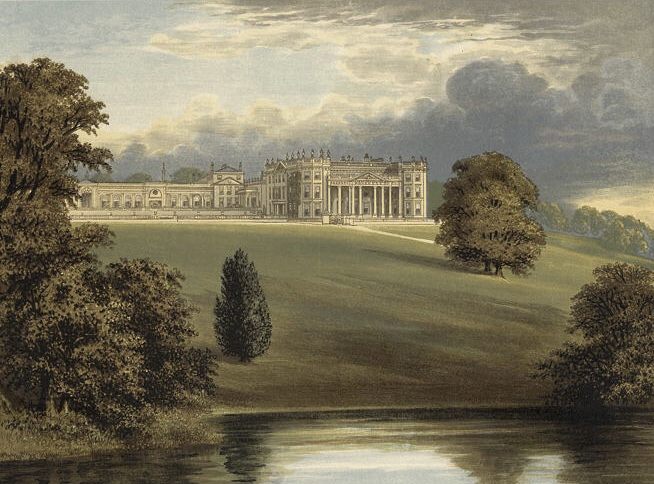
Bowood House, 1880

Après cinq ans hors du Parlement, Bridgeman est réélu député de Calne aux élections générales britanniques de 1715. En 1716, il est nommé vérificateur général de George, prince de Galles. Il vote pour le projet de loi septennal, mais en 1717, il s'oppose au prince de Galles et vote contre le gouvernement le 4 juin 1717 sur Lord Cadogan et sur le projet de loi sur la pairie. Il perd son siège aux élections générales britanniques de 1722, mais est réélu député de Lostwithiel lors d'une élection partielle le 25 février 1724. Lorsque le prince de Galles accède au trône en 1727, Bridgeman est nommé au Board of Trade, fonction qu'il occupe jusqu'en 1738. Aux élections générales britanniques de 1727, il est élu sans opposition à Calne et également à Blechingley et choisit de siéger à Bletchingley. Il change de siège aux élections générales britanniques de 1734 lorsqu'il est réélu député de Dunwich. Le 10 mars 1735, il appuie une pétition de la Georgia Society pour une subvention d'aide à la colonie. Il commence à construire une nouvelle maison à Bowood mais il s'endette fortement et les tribunaux de la chancellerie entament des poursuites contre lui en 1737. En 1737, il est nommé gouverneur de la Barbade, un poste lucratif, mais avec un taux de mortalité élevé.

## Disparition
Bridgeman disparait avant de s'embarquer pour la Barbade. Il laisse des lettres d'adieu à sa famille et au roi et laisse ses vêtements au bord de la Tamise. Le 10 juin 1738, un corps est retrouvé noyé dans la Tamise près de Limehouse et parce qu'il a été défiguré par l'eau, le corps est faussement identifié comme étant celui de Bridgeman.
Le principal créancier de Bridgeman, Richard Long, acquiert la propriété du domaine après un décret de la chancellerie en sa faveur en 1739. Bridgeman est trouvé dans une auberge à Slough en octobre 1738 et est emprisonné.

## Mort et héritage
Bridgeman meurt à la prison de Gloucester le 5 décembre 1746, à l'âge de 68 ans, et est enterré dans l'église St Nicholas de Gloucester. Il a trois fils et deux filles. Son fils aîné Francis devient baronnet à la mort apparente de son père en 1738. Cependant, avec la restauration de son père, il meurt avant son père en 1740 et le titre s'éteint avec la mort de Bridgeman. La sœur de Bridgeman, Penelope, est mariée à Thomas Newport (1er baron Torrington) .